# Tribonyx
Tribonyx és un gènere d'ocells de la família dels ràl·lids (Rallidae) que habita en Austràlia i Tasmània.

## Llista d'espècies
Segons la classificació del Handbook of the Birds of the World Alive (2017), aquest gènere està format per tres espècies vives, que tradicionalment eren incloses al gènere Gallinula: 
- polla de Hodgen (Tribonyx hodgenorum).
- polla de Tasmània (Tribonyx mortierii).
- polla cama-roja (Tribonyx ventralis).

La primera d'elles no és nomenada a la classificació de l'IOC.